# August Mencke
Carl August Friedrich Mencke (* 3. September 1822 in Itzehoe; † 21. Dezember 1861 in Hamburg) war ein deutscher Fotograf.

## Leben
August Mencke verließ die Gelehrtenschule in Glückstadt Ostern 1843 als Abiturient. Anschließend studierte er in Kiel, Bonn, Heidelberg und Berlin Jura. Zwischen 1848 und 1851 diente er in der Schleswig-holsteinischen Armee. Zu den Offizieren dieser Armee, die wie Mencke nach deren Auflösung daguerreotypisierten, gehörten auch Carl von Zeska (1819–1901) und Carl Friedrich la Croix (Lacroix). Nach seiner Entlassung eröffnete Mencke 1852 in Hamburg im Neuen Wall 6 das Fotoatelier A. Mencke. Im Jahr 1853 war „A. Mencke et Comp.“ in den Neuen Wall 52 gezogen. In diesem Atelier hatte bis zu seinem Tod im Februar 1850 der bekannte Daguerreotypist Hermann Biow Porträts aufgenommen. 1855 gab Mencke als Atelieradresse „Bleichenbrücke 21“ an. Das Gebäude Neuer Wall 52 lag unmittelbar an der Ecke Bleichenbrücke. Möglicherweise handelte es sich bei der Adresse „Bleichenbrücke 21“ lediglich um einen zusätzlichen Hauseingang.
Nach dem frühen Tod von August Mencke Weihnachten 1861 führte seine Witwe das Atelier weiter und nannte es Photographisches Institut A. Mencke & Cie. 1866 verlegte sie das Atelier in den Neuen Wall 48. Im Jahr 1869 wurde dies Atelier aufgegeben. Die zahlreichen Aufnahmen von Gutshäusern und Schlössern, für die der Name „A. Mencke & Co“ heute bekannt ist, entstanden alle nach dem Tode von August Mencke. Von ihm sind nur wenige Porträtaufnahmen erhalten.
Am 5. Juli 1853 wurde er Leutnant der 7. Compagnie des I. Bataillons des Hamburger Bürgermilitärs.

## Auszeichnungen
- „Ehrenvolle Anerkennung“ aus Anlass der Ausstellung in Brüssel 1856.[11]